# پیز کوربت
پیز کوربت (به لاتین: Piz Corbet) یک کوه در سوئیس است که در کانتون گراوبوندن واقع شده‌است. پیز کوربت ۳٬۰۲۵ متر بالاتر از سطح دریا واقع شده‌است.